# دونا بريت
دونا بريت (بالإنجليزية: Donna Britt)‏ هي مذيعة أخبار أمريكية، ولدت في عقد 1950.